# تشیستا (ناحیه ملادا بولسلاف)
تشیستا (به چکی: Čistá) یک منطقهٔ مسکونی در جمهوری چک است که در ناحیه ملادا بولسلاو واقع شده‌است. تشیستا ۸٫۹۷ کیلومتر مربع مساحت و ۷۱۴ نفر جمعیت دارد و ۲۷۵ متر بالاتر از سطح دریا واقع شده‌است.